# MAS 49
MAS 49 je francouzská samonabíjecí puška, která nahradila spoustu služebních opakovacích pušek ve francouzských ozbrojených silách. Vznikla zdokonalením MAS 44, která byla zkonstruována krátce po druhé světové válce francouzskou zbrojovkou Manufacture d´Armes de Saint-Etienne. Tato puška se osvědčila ve výzbroji francouzské armády a cizinecké legie v Indočíně a Alžírsku. 
Puška pracuje na principu odběru prachových plynů příčným kanálkem ve stěně hlavně. Zařízení k odběru plynů je umístěno nad hlavní a zakryto dřevěným nadpažbím. Zbraň nemá plynový píst a prachové plyny jsou vedené kanálkem přímo na čelo nosiče závorníku. Uzamčení závěru bylo řešeno použitím vertikálně sklopného závorníku. Schránkový odnímatelný zásobník má kapacitu deseti nábojů a drží ve zbrani pomocí externího záchytu zásobníku, který zapadá do zářezu v pouzdře závěru. Zbraň může být nabíjena také nábojovými pásky. Pažba je použita z pušky MAS 1936 a dioptrická mířidla jsou horizontálně stavitelná.
Varianta MAS 49/56 má tlumič výšlehu, zařízení pro střelbu puškových granátů, zkrácenou hlaveň a kratší předpažbí. Oproti MAS 49 má možnost upevnění nožového bajonetu. Některé zbraně byly vyrobeny i pro náboj 7,62 × 51 mm NATO.
MAS-49 a MAS-49/56 byly od roku 1979 nahrazovány jako francouzské služební pušky útočnou puškou FAMAS. 